# عشق ۸۶
عشق ۸۶ (به هندی: Love 86) فیلمی محصول سال ۱۹۸۶ و به کارگردانی اسماعیل شروف است. در این فیلم بازیگرانی همچون تانوجا، روحان کاپور، نیلم کوتهاری، فرح، گوویندا، ساتیش شاه، جانی لور، آسرانی ایفای نقش کرده‌اند.